# トリメタジオン
トリメタジオン(Trimethadione)は、オキサゾリジンジオン系の抗てんかん薬である。他の治療に耐性のあるてんかんの治療に用いられる。

## 胎児トリメタジオン症候群
妊娠期間中の投与は、胎児トリメタジオン症候群を引き起こし、顔面の異形（低く上向きの鼻、斜めの眉毛）や心臓疾患、子宮の成長抑制、精神遅滞等の原因となる。トリメタジオン使用中の流産率は、87%にもなると報告されている。